# キャロル・ハイン
キャロル・ハイン（Carol Huynh 1980年11月16日 - ）は、カナダ連邦ブリティッシュコロンビア州出身のレスリング選手である。日本ではキャロル・ハインもしくキャロル・ヒュンと報道されるが、現地での発音はキャロル・ウィンが近い。身長154cm、体重48kg。

## 経歴
2000年、2001年、2005年のレスリング世界選手権46Kg級でそれぞれ銅・銀・銅メダルを獲得する。
2007年のパンアメリカン競技大会から48Kg級に転向、同大会にて金メダルを獲得。
2008年、北京オリンピックに48kg級で参加し、金メダルを獲得、
55kg級で銅メダルを獲得したトーニャ・バービークに続き、北京オリンピックのカナダの女子レスリング競技において、2人目のメダリストとなった。
ヒュンは、カナダの女子レスリング競技において、初めての金メダリストとなった。

## 人物
カナダのブリティッシュコロンビア州で、ベトナムから華僑の難民である両親の間に生まれる。
ハイン一家は、カナダ連合教会の支援を受けることによって、ブリティッシュコロンビア州へ移住することができた。
ハインの父親は中国生まれであるが、彼が3歳の時にベトナムへ引っ越している。
ハインの母親は、ベトナム生まれである。
その後、彼女は姉妹で15歳のときにレスリングを始めた。
1998年にサイモンフレーザー大学に進学し、2007年、カルガリー大学に移籍した。
2005年、ソーシャルワーカーで元レスリング選手のダン・ビッグズ(Dan Biggs)と結婚。